# Багсі Сигел
Бе́нджамін «Бáґсі» Си́ґел (28 лютого 1906 , Бруклін, Нью-Йорк і Нью-Йорк, Нью-Йорк  — 20 червня 1947 , Беверлі-Гіллз, Каліфорнія ) — відомий у 1930-х та 1940-х роках американський гангстер. Був убитий за наказом кримінальних босів у віці 41 року. Сигел — перший підприємець, який розпочав активно інвестувати в Лас-Вегас.

## Життєпис
Сигел народився 28 лютого 1906 року в бідному кварталі Брукліна, населеному емігрантами. Він був одним з п'ятьох дітей українських євреїв Макса Сигельбаума та Дженні Ріхенталь, уродженців містечка Летичів Подільської губернії (на сьогодні у складі Хмельницької області в Україні). Потім Сигел на пару зі старшим приятелем Мо Сидвеєм займався дрібним рекетом, змушуючи вуличних торговців платити йому п'ять доларів на день і погрожуючи в разі відмови облити їх товар гасом і спалити. Ще на початку своєї злочинної дороги Сигел через запальний характер і звичку діяти не роздумуючи отримав прізвисько «Баґсі». Воно походило від жаргонного виразу «Go bugs» (приблизне значення — «злетіти з котушок»), яке застосовували для опису нерозсу́дливої поведінки тих, кого легко вивести з рівноваги і хто вирізнявся відчайдушною сміливістю. Сигел не любив це прізвисько, воліючи, щоб його називали Беном, і в його присутності ніхто не насмілювався звертатися до нього інакше.

### Нью-Йорк
Подорослішавши, Сигел почав працювати під керівництвом іншого молодого карного злочинця Мейєра Ланського, займаючись здирництвом, викраденням машин та азартними іграми. Основна версія виникнення дружби між Ланським та Сигелом — друзі дитинства. Існує припущення, що вперше Баґсі та Ланський виступили в ролі кілерів в 1917 році, хоча тоді їм було відповідно тільки 11 і 15 років. Ланський водився з Щасливчиком Лучано, якого знав ще зі школи. 1915 року той потрапив до в'язниці за поширення наркотиків і через півтора року помстився — Ланський і Сигел вирішили помститися синові ірландського полісмена, який доніс на Лучано. Ймовірно, вони вбили його, оскільки той зник, а тіло його так ніколи і не було знайдене. 1918 року Баґсі та його старші товариші пограбували один з місцевих банків і винесли 8 тисяч доларів.

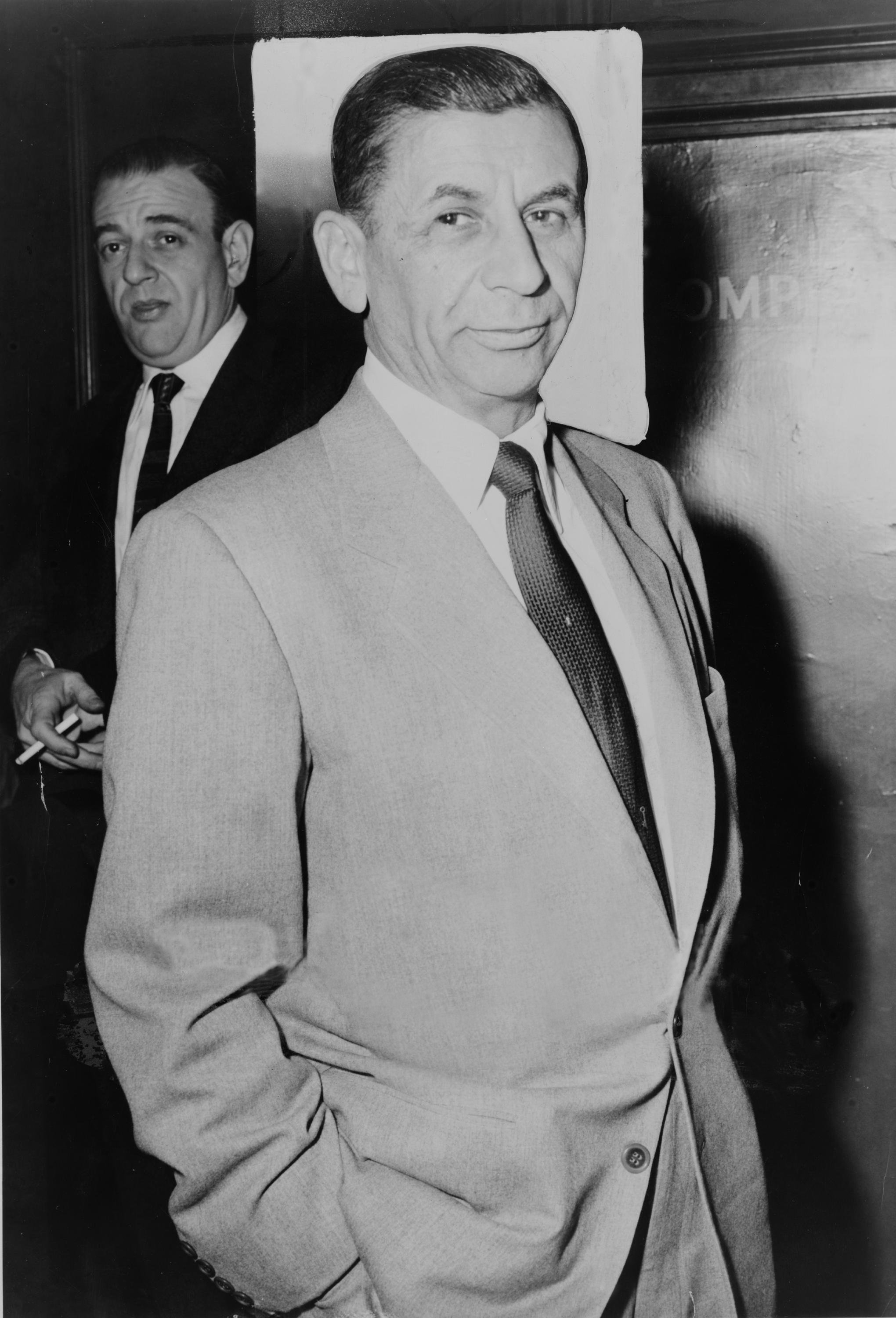
Ланський у 1958 році

Незабаром їх підліткове угрупування привернуло увагу досвідчених кримінальних босів. На початку 1919 року під час гри в нарди, яку організували Ланський і Сигел, на них вчинила напад група незнайомих бандитів. Побивши всіх присутніх, вони передали слова гангстера Джо Массерії, що прибутком потрібно ділитися. Проте Баґсі, виправдовуючи своє прізвисько, не збирався поступатися без боротьби. Він і його банда зустрілися з людьми Массерії і, не зважаючи на значну чисельну перевагу противників, в бійці взяли над ними гору. Хоча поліція затримала їх за порушення громадського порядку, Баґсі та інші відбулися невеликим штрафом.
Тоді Массерія пішов іншим шляхом. Він чинив тиск на Лучано, бажаючи, щоб той вплинув на Ланського і Сигела, проте той волів прилучитися до банди Альберта Ротштейна, яка спеціалізувалася на організації підпільних гральних домів, а після введення «сухого закону» почала займатися збутом нелегального віскі. Так Ланський і Сигел стали бутлегерами — Баґсі, зокрема, відповідав за постачання товару і не гребував перехопленням спиртного у конкурентів (у тому числі у свого ворога Массерії). Серед їхніх партнерів в цьому бізнесі були гангстери Голландець Шульц, Карло Гамбіно і Альберт Анастазія. Крім того, в той період Баґсі підтримував зв'язки із знаменитим Аль Капоне, поки того в 1919 році не перевели до Чикаго.
У 1926 році, у віці 20 років, Сигел був заарештований за зґвалтування жінки, яка відкинула його залицяння в підпільному барі. Проте йому вдалося налякати свою жертву, і вона відмовилася свідчити проти нього. 28 січня 1929 року він одружувався на подрузі дитинства Есті Краковер (1911—1982), яка згодом народила двох доньок.
Під час гангстерських конфліктів 1930—1931 років, так званих Кастелламарських війн, Баґсі і його група перебували в опозиції до Джо Массареї. Вважається, що банда Баґсі, Ланського і Лучано була причетна до усунення Массерії та іншого важливого персонажа того часу — могутнього мафіозо Сальваторе Маранцано, якого називали «Бос босів». Також усі троє стояли біля витоків угрупування Murder, Inc. Далі за наказом Ваксі Гордона (помічника Ротштейна, вбитого за нез'ясованих обставин у 1928 році), на Сигела і Ланського було здійснено замах. Направлені Гордоном кілери кинули в приміщення, де перебували приятелі, ручну гранату, але, перш ніж та вибухнула, Баґсі викинув її у вікно. Самого його зачепило вибухом так, що він був вимушений провести деякий час в госпіталі, після чого розправився з одним з найманців Гордона. У 1932 році він був заарештований за нелегальне поширення спиртних напоїв і організацію азартних ігор, але знову вийшов на свободу, заплативши штраф.

### Каліфорнія
У 1937 році Сигела направили до Каліфорнії, сповістивши про його переведення лос-анджелеського гангстера Джека Драгна, який контролював цю територію. В той же період він зробив своїм помічником ватажка одного з єврейських угруповань на ім'я Міккі Коен. Сигел перевіз на західне узбережжя й друга дитинства Мо Сідвея, а також свою родину, яка знала дуже небагато про справжній рід його занять.
Баґсі зажив на широку ногу, оселившись в 35-кімнатному особняку, орендованому у співака Лоуренса Тіббета за величезну суму в 200 тисяч доларів. Будучи галантний з дамами і привабливим зовні, він подобався жінкам і мав численних коханок. Одна з них, світська дама графиня Дороті Діфрассо, і його приятель-актор Джордж Рафт ввели його в кінематографічний світ. У число його коханок входили старлетки Кетті Галліана, Венді Баррі і Марі Макдональд, яка носила красномовне прізвисько «Тіло». Крім того, з ним водили знайомство акторки Джин Харлоу (хрещена мати його доньки Міллісент) і Лоретта Янг. Облаштувавшись в Голлівуді, Сигел почав з того, що взяв під контроль профспілку акторів-статистів за допомогою якої одержав можливість вимагати гроші у голлівудських магнатів.
У Каліфорнії у Сигела з'явилася і постійна пасія — красива брюнетка Вірджинія Гілл, яка займалася перевезеннями контрабанди. Їхній роман протікав досить бурхливо, супроводжувався незліченними сварками та примиреннями і тривав до загибелі гангстера в 1947 році. Хоча офіційно шлюб Ести Краковер і Сигела не був розірваний, ходили чутки про те, що він і Вірджинія незадовго до його смерті одружилися в Мехіко. Відомо, що Хілл допомогла йому встановити зв'язки в Мексиці, після чого Баґсі певний час займався постачанням героїну з Мексики до Каліфорнії.
22 листопада 1939 року Сигел, Вайті Краков (Whitey Krakow) і двоє їх спільників убили одного з членів їх угруповання Гаррі «Великого Гріні» Грінберга. Його запідозрили в тому, що він готовий донести про їх діяльність поліції, тому голова Murder Inc. Льюїс «Бухгалтер» Лепке віддав наказ прибрати Грінберга. Баґсі був заарештований. Його перебування у в'язниці було більш ніж комфортним — Баґсі харчувався біфштексом та стравами з м'яса фазанів, отримував спиртне та приймав дівчат. Однак і цього разу йому не вдалося висунути обвинувачення, оскільки двоє свідків несподівано померли не встигши постати перед судом, і справу було закрито.
В той час існувало дві великі телеграфні компанії, до послуг яких вдавалися букмекери, коли їм було необхідно оперативно передавати клієнтам результати перегонів. Задача, яку доручили Баґсі його боси, полягала в тому, щоб витіснити з цього ринку компанію Continental Wire Service і передати монополію Trans America Wire, яку контролював Аль Капоне. Щоби здійснити цей план, Сигелу, який працював у контакті з людьми Драгни, знадобилося майже шість років.

## Популяризація в культурі
- Біографія Сигела покладена в основу сюжету фільму 1991 року під назвою «Багсі». Роль гангстера виконав Воррен Бітті, а Вірджинії Гілл — Аннет Бенінг. У тому ж році вийшов фільм «Мобстери» про ранній період Ланського, Лучано, Сигела та Френка Костелло. Двох останніх зіграли відповідно Річард Гріко і Крістіан Слейтер.
- Образ вигаданого героя Мо Гріна, вбитого пострілом в око, у фільмі «Хрещений батько» було списано з Сигела. Така ж смерть наздогнала Брендона Филоне з серіалу «Клан Сопрано». Пострілом в око був убитий і Джо Мінальді у фільмі 1984 року «Одного разу в Америці» (сцена його загибелі була знята на основі фотографії вбитого Баґсі). Крім того агресивно-негативна реакція іншого персонажа на ім'я Макс на прізвисько «Псих» перегукуються з неприязнь, яку відчував до свого прізвисько Сигела.
- У телефільмі «Історія Вірджинії Гілл» (1973) роль Баґсі зіграв Гарві Кейтель (він потім зіграв Міккі Коена у фільмі «Багсі»), в міні-серіалі «Гангстерскі хроніки» (1981) — Джо Пенні, у фільмі «Одружений чоловік» (1991) — Арман Ассанте, в телефільмі «Лански» (1999) — Ерік Робертс.
- У Тель-Авіві є ресторан під назвою «Баґсі».